# Філіп-Жозеф Салазар
Філіп-Жозеф Салазар (фр. Philippe-Joseph Salazar; 10 лютого 1955, Касабланка) — французький філософ і філолог, аналітик риторики політичного переконання і політичної влади, одна з ключових фігур так званого риторичного повороту (Rhetorical turn) в гуманітарних науках Франції і США в 1990-2000-і роки.

## Біографія
Народився в Марокко. Ліцеїст в Касабланці, Тарбі, Тулузі, Парижі (Ліцей Людовика Великого). З 1974 року відвідував семінари Жака Дерріди в Еколь Нормаль, Ролана Барта у Вищій школі соціальних наук (по семіології опери), писав у Сорбонні диплом у Моріса Дюверже з політичних наук та у Еммануеля Левінаса по філософії. Входив до групи випускників Еколь Нормаль, близьких до Жоржа Дюмезіля.
Співпрацював з Жоржем Баландьє і Луї Альтюсером, його докторською дисертацією з соціальної та культурної антропології (1984) керували Жорж Баландьє і Мішель Маффесолі. Розвивав ідеї Марка Фюмаролі про роль усного слова в культурі і політиці класичної епохи (XVII ст.), а також в ісламській цивілізації (Мухаммад), в польському месіанізм (Адам Міцкевич). Публікувався у журналі лаканівського гуртка «La Cause freudienne», журналі Філіпа Соллерс «L'Infini».
Обраний деканом філологічного факультету Кейптаунського університету (1993—1996), заснував там Центр досліджень риторики (1994 рік). Трансформував ідеї Фюмаролі стосовно сучасної ситуації в африканських країнах, політиці апартеїду, риториці расизму, міжнародних відносин та ін. З 1994 року співпрацював з Барбарою Кассен, досліджуючи взаємозв'язку риторики і політики.
У 1998 року очолив програму Риторика і демократії в Міжнародному філософському коледжі. Співпрацював з Марселем Детьєном в розробках по антропології мови. Виступав з доповідями в Росії (2001, МДУ та СПбДУ), Польщі, Швеції, Словенії, Угорщини, Італії, Марокко, Великій Британії, Канаді, США. Входить до редакційної ради авторитетних міжнародних журналів «Quarterly Journal of Speech» і «Philosophy and Rhetoric». З 2006 року керує книжкової серією «Сили переконання» в паризькому видавництві «Klincksieck».
У 2001 дав серію публічних лекцій по філософії і риторики в МГУ і СПбДУ.

## Книги
- Idéologies de l'opéra. Paris: PUF, 1980
- L'intrigue raciale. Essai de critique anthropologique. Paris: Méridiens Klincksieck, 1989
- Le Culte de la voix au au XVII-e siècle. Formes esthétiques de la parole à l'âge de l'imprimé. Paris; Genève: Champion; Slatkine, 1995
- Afrique du Sud. La révolution fraternelle. Paris: Hermann, 1998.
- La Divine Sceptique. Éthique et rhétorique au XVII-e siècle. Tübingen: Gunter Narr Verlag, 2000.
- Parole démocratique. Entames rhétoriques. Paris: Collège international de philosophie, Les Papiers du Collège, 2001.
- An African Athens. Rhetoric and the Shaping of Democracy in South Africa. Mahwah: London: Lawrence Erlbaum Associates, 2002
- L'Art de parler. Anthologie de manuels d'éloquence. Paris: Klincksieck, 2003
- (Ed.) François de La Mothe Le Vayer. De la patrie et des étrangers et autres traités sceptiques. Paris: Desjonquères, 2003
- Amnistier l'apartheid. Paris: Le Seuil, 2004
- (Ed.) Adam Mickiewicz, Les Slaves, Cours du Collège de France 1842. Paris: Klincksieck, 2005
- Mahomet. Paris: Klincksieck, 2005
- Truth and Reconciliation in South Africa. The Fundamental Documents, with Erik Doxtader. Cape Town: New Africa Books / David Philip, 2008
- L'hyperpolitique. Une passion française: technologies rhétoriques de la domination. Paris: Klincksieck 2009 (Ed.)
- Women's Rhetoric. Argumentative Strategies, with Brigitte Mral and NIcole Bjorg. Åstorp: Retorikförlaget 2009 (Ed.)
- Gender Rhetoric: North-South, with Jairos Kangira. Windhoek, Namibia: PolyPress 2010
- Paroles de Leaders.Decrypter le discours des puissants. Paris. Bourin Editeur, 2011
- De l'Art de Sèduire l'èlecteur indècis. Paris. Bourin, 2012
- Rhetoric in South America. AfricaRhetoric Publisher, 2013
- Lesa Humanidad (con Claudia Hilb y Lucas Martin). Katz Editores. Madrid, 2014
- Words are Weapons. Inside ISIS's Rhetoric of Terror, Yale UP, 2017
- La Déroute Des Idées. Appel à la Résistance. Piranha. Paris, 2021.
- Suprémacistes. Enquête Mondiale sur les Gourous de la Droite Identitaire. Paris. Plon, 2020.

## Визнання
Довічний член (1995) і Distinguished професор риторики (2004) Кейптаунського університету. Має вищу відзнаку Національного фонду досліджень Африки (2007). Лауреат премії Фонду Гаррі Оппенгеймера (2008).